# Zauropsydy
Zauropsydy (Sauropsida) – jeden z dwóch głównych kladów owodniowców (obok synapsydów), który rozdzielił się na dwie główne linie ewolucyjne: anapsydy, charakteryzujące się czaszką pozbawioną otworów skroniowych, oraz diapsydy, w których czaszce rozwinęły się dwie pary otworów skroniowych (po dwa – górny i dolny – za każdym okiem), przez które przewleczone są silne mięśnie szczęk.
Termin „zauropsydy” ukuł Thomas Henry Huxley w latach 60. XIX wieku; stwierdził, że gromady ptaków (Aves) i gadów (Reptilia) są bliżej spokrewnione ze sobą niż z którąkolwiek inną gromadą kręgowców, i że obie te gromady razem tworzą jedną z trzech głównych grup, na które dzielą się kręgowce (obok ssaków i grupy Ichthyopsida, do której Huxley zaliczył ryby i płazy, obecnie uznawanej za parafiletyczną). Huxley pierwotnie określał grupę obejmującą ptaki i gady jedynie angielskim terminem Sauroids, później jednak nadał jej łacińską nazwę „Sauropsida”. Edwin Stephen Goodrich w 1916 zauważył, że tradycyjnie rozumiana gromada gadów jest parafiletyczna, gdyż zalicza się do niej zarówno owodniowce blisko spokrewnione z ptakami, jak i bliżej spokrewnione ze ssakami. Zaproponował więc, by używać nazwy Sauropsida jedynie w odniesieniu do ptaków i wszystkich owodniowców bliżej spokrewnionych z nimi niż ze ssakami; zauropsydy miały być grupą siostrzaną do grupy Theropsida (synonim synapsydów), obejmującej ssaki i wszystkie owodniowce bliżej spokrewnione z nimi niż z ptakami. Według Goodricha zauropsydy i teropsydy wyewoluowały z grupy, którą on sam nazwał Protosauria i do której zaliczył najstarsze gady i niektóre prymitywniejsze paleozoiczne czworonogie. Inni naukowcy, np. David Watson, definiowali zauropsydy i teropsydy inaczej, zaliczając do tych dwóch grup prymitywne gady, które Goodrich zaliczał do „protozaurów”, a z drugiej strony wykluczając z nich odpowiednio ptaki i ssaki. 
Jacques Gauthier (1994) zdefiniował Sauropsida jako klad obejmujący gady (sensu Gauthier, Kluge i Rowe, 1988; patrz niżej) i wszystkie owodniowce bliżej spokrewnione z nimi niż ze ssakami; z kolei Michel Laurin i Robert Reisz (1995) zdefiniowali Sauropsida jako klad obejmujący ostatniego wspólnego przodka mezozaurów, żółwi i diapsydów oraz wszystkich jego potomków.
Wszystkie współcześnie żyjące gady należą do zauropsydów; większość autorów zalicza do nich także ptaki. Odpowiada to historycznemu rozumieniu terminu Sauropsida; poza tym nie ulega wątpliwości, że ptaki muszą wchodzić w skład zauropsydów, jeśli mają być one grupą monofiletyczną (podobnie jak ssaki wchodzą w skład monofiletycznych synapsydów). Jednak prof. Michael Benton, podejmując próbę pogodzenia tradycyjnej linneuszowskiej klasyfikacji kręgowców z nowszą, opartą na zasadach kladystyki, zaproponował w trzecim wydaniu Vertebrate Paleontology, by nie włączać ptaków i ssaków do zauropsydów i synapsydów, dzięki czemu ptaki i ssaki mogą zachować status odrębnych gromad. Benton zaproponował w zamian, by podniesione do rangi gromad zauropsydy i synapsydy zastąpiły tradycyjną gromadę gadów. W czwartym wydaniu Vertebrate Paleontology Benton w miejsce gromady zauropsydów wyróżnił gromadę gadów (Reptilia), utrzymał natomiast synapsydy jako odrębną od gadów gromadę.
Część autorów podjęła próbę przedefiniowania gadów, tak aby stały się one grupą monofiletyczną; w związku z tymi próbami niepewna stała się relacja między gadami a zauropsydami. Gauthier, Kluge i Rowe (1988) zdefiniowali Reptilia jako klad obejmujący ostatniego wspólnego przodka żyjących żółwi i przedstawicieli kladu Sauria (tj. grupy koronnej diapsydów, do której należą klady Lepidosauromorpha i Archosauromorpha) oraz wszystkich jego potomków; z kolei Laurin i Reisz (1995) zdefiniowali Reptilia jako klad obejmujący ostatniego wspólnego przodka żółwi i diapsydów oraz wszystkich jego potomków. W wypadku przyjęcia którejś z tych definicji do gadów należałyby ptaki, natomiast nie należałyby do nich synapsydy; nie jest natomiast pewne, czy zauropsydy i tak definiowane gady należy uznać za synonimy, czy też gady są kladem w obrębie zauropsydów - niepewna jest bowiem pozycja filogenetyczna niektórych zauropsydów, przede wszystkim mezozaurów i żółwi. Gauthier, Kluge i Rowe (1988) wyłączyli z Reptilia większość zauropsydów tradycyjnie zaliczanych do Anapsida; z kolei według Laurina i Reisza (1995) jedynie mezozaury były bazalnymi zauropsydami nie należącymi do Reptilia. Jednak Modesto (1999) zaliczył mezozaury do Anapsida; według niego nie są znane żadne zauropsydy nie należące do Reptilia, w związku z czym uznał Sauropsida za młodszy synonim Reptilia. Z kolei analiza Hilla (2005) zasugerowała, że mezozaury mogły być grupą siostrzaną do kladu obejmującego Reptilia i synapsydy; zdaniem Hilla może to dowodzić, że zauropsydy sensu Laurin i Reisz (1995) nie są taksonem monofiletycznym.
Autorzy obu przytaczanych definicji Reptilia zakładali, że żółwie są bazalnymi zauropsydami nie należącymi do diapsydów; jednak szereg analiz kladystycznych zasugerował, że żółwie są w rzeczywistości diapsydami z kladu Sauria. Jeśli taka jest ich rzeczywista pozycja filogenetyczna, to Reptilia sensu Gauthier, Kluge i Rowe (1988) stałyby się synonimem Sauria, zaś Reptilia sensu Laurin i Reisz (1995) – synonimem Diapsida. Modesto i Anderson (2004) zdefiniowali Reptilia jako najszerszy klad, do którego należą gatunki Lacerta agilis i Crocodylus niloticus, ale do którego nie należy Homo sapiens; tak definiowane gady byłyby starszym synonimem zauropsydów, przynajmniej przy zastosowaniu definicji filogenetycznej Sauropsida zaproponowanej przez Gauthiera w 1994 r.